# Eugen Maximilian von Roeder
Pour les articles homonymes, voir Roeder.
Eugen Maximilian von Roeder (né le 27 novembre 1782 à Ohlau et mort le 10 février 1844 à Dresde) est un lieutenant général prussien et commandant de la 1re division de la Garde

## Biographie

### Origine
Issu de la famille noble von Roeder, ses parents sont le général de division Heinrich von Roeder (de) (1742-1831) et son épouse Johanna Charlotte Sophie, née Geisler (1753-1783). Ses frères Karl (de) (1787–1856), Julius (1808–1889) et Hermann (1797–1857) sont également des généraux prussiens.

### Carrière militaire
Roeder s'engage le 1er juillet 1795 comme caporal dans le 43e régiment d'infanterie "von Wartensleben" de l'armée prussienne. À la fin de janvier 1801, il a été promu sous-lieutenant  avant d'être transféré le 2 juin 1801 dans le 32e régiment d'infanterie "von Hohenlohe". De là, Roeder passe le 24 janvier 1803 dans le 59e régiment d'infanterie (de) "von Wartensleben" nouvellement créé. Dès le 11 octobre 1803, il fut réintégré dans le régiment d'infanterie "von Hohenlohe". Pendant la guerre de la Quatrième Coalition, Roeder est adjudant de son chef de régiment, le prince Hohenlohe. Il tombe gravement malade et se rend d'abord à Magdebourg avec l'armée vaincue. En raison de la gravité de son état, il doit cependant rester à Heiligenstadt. Il réussit à se cacher des Français pendant quelques semaines jusqu'à ce que sa cachette soit révélée. Avec l'aide du président prussien de la Chambre, Wilhelm von Dohm, Roeder n'est pas envoyé en France comme prisonnier de guerre, mais est libéré à Potsdam sur sa parole d'honneur.
Après la paix de Tilsit en 1807, il est mis en inactivité avec une demi-solde et part pour Breslau. Le 18 mars 1809, Roeder est réintégré dans l'armée en tant qu'adjudant auprès de la Kommandantur de Berlin, avec un salaire de 23 thalers par mois et deux rations. Le 15 janvier 1801, il est agrégé au régiment de la Garde et est nommé capitaine d'état-major à la fin du mois d'août 1811. À la mi-février 1812, Roeder est promu capitaine et commandant de compagnie et est promu major le 14 mars 1813.
Pendant les guerres napoléoniennes, il combat à Lützen, Bautzen, Leipzig, Laon, Paris, Haynau, Nollendorf, Liebertwolkwitz, Étoges, Mery, Sézanne, Claye et au siège d'Erfurt (de). Roeder est décoré de la croix de fer de 2e classe pour Lützen et de la croix de 1re classe pour Haynau. Le tsar russe lui rend hommage pour Étoges en lui décernant l'ordre de Saint-Vladimir de 4e classe et pour Claye de l'ordre de Sainte-Anne de 2e classe. Roeder commanda brièvement le bataillon de fusiliers en mai 1813, puis dirige le 1er bataillon et devient aide de camp du général von Kleist le 15 septembre 1813.
Après les guerres, il devient lieutenant-colonel le 3 octobre 1815 et le 13 février 1816, il est tout d'abord chargé du commandement du 1er régiment à pied de la Garde. Le 24 avril 1816, il est nommé commandant de régiment et, dans cette position, Roeder est promu colonel le 19 septembre 1818 par brevet du 17 octobre 1818. Parallèlement, il est nommé fin 26 février 1821 membre de la commission de révision du règlement d'exercice de l'infanterie. En 1822, il se rend à Saint-Pétersbourg, où il fait la connaissance des colonies militaires russes. Son rapport conduit à la fondation de la colonie russe à Potsdam par le roi Frédéric-Guillaume III. En janvier 1825, à l'occasion de la fête de l'Ordre, il est admis dans l'ordre de Saint-Jean et, le 22 mars, il est chargé de commander la 1re brigade d'infanterie de la Garde, tout en restant commandant du 1er régiment à pied de la Garde. Il reçoit en outre la croix de service. Le 17 mai 1827, il reçoit 500 thalers en cadeau pour améliorer sa santé. Lors de son séjour à Teplitz, il rencontre le roi de Prusse et, en son nom, négocie avec la direction de la station thermale des conditions particulièrement favorables aux soldats prussiens. Le 30 mars 1828, il est en outre nommé commandant de Potsdam, avant de recevoir sa nomination de commandant de brigade le 1er juin 1828, sous l'agrégation du 1er régiment à pied de la Garde.
Le 30 mars 1829, Roeder est promu major général par brevet du 6 avril 1829 et à la mi-juin 1829, il fut décoré de l'ordre de Saint-Stanislas de 1re classe. En 1834, il reçoit un cadeau de 500 thalers et en septembre, à l'occasion du 20e anniversaire de la prise de Paris, l'ordre de Sainte-Anne de 1re classe avec brillants ainsi qu'une médaille offerte à cet effet. En tant qu'accompagnateur du prince Guillaume, Roeder assiste aux funérailles de l'empereur François Ier à Vienne en mars 1835. Chargé à la fin du mois du commandement de la 6e division d'infanterie et en même temps des affaires en tant que commandant de Torgau (de), Roeder est libéré de sa relation de commandant de Potsdam le 7 avril 1835. Le 6 juillet 1835, il est désigné comme chef des troupes prussiennes à l'occasion de la revue de Kalisch et, à l'issue de celle-ci, décoré de l'ordre de Saint Vladimir de 2e classe. Le 20 septembre 1835, Roeder a reçu sa nomination de commandant de division et de commandant de Torgau. Cette nomination est suivie, à partir du 30 mars 1838, d'une affectation en tant que commandant de la 1re division de la Garde et, un an plus tard, d'une promotion au grade de lieutenant-général avec un cadeau de 1200 thalers. Dans cette position, Roeder reçoit le 18 janvier 1840 l'ordre de l'Aigle rouge de 1re classe avec feuilles de chêne. Le 1er mars 1843, il est mis en congé à plein traitement pour un an. Il meurt cependant dès le 10 février 1844 à Dresde et est enterré le 17 février 1844 à Berlin dans le cimetière de garnison.

### Famille
Roeder se marie le 25 mai 1804 à Breslau avec Charlotte Friederike Wilhelmine comtesse von Pinto (1776–1839), fille du général Franz Ignatz von Pinto (de) et comtesse divorcée von Wartensleben. Le couple a plusieurs enfants :
- Heinrich Max Eugen (né en 1805)
- Friedrich Wilhelm Alexander (né en 1807), premier lieutenant
- Heinrich Ernst Friedrich Ludwig Albert (né en 1808)
- Marie Eugénie (1810–1875) mariée avec Karl comte von Moltke (1798–1860), maître d'écurie mecklembourgeois[1]
- Friedrich Wilhelm Dietrich Joseph Viktor (1820–1870), tué à Saint-Privat en tant que colonel et commandant du 1er régiment à pied de la Garde[2]